# Holomitrium francii
Holomitrium francii är en bladmossart som beskrevs av Thériot 1920. Holomitrium francii ingår i släktet Holomitrium och familjen Dicranaceae. Inga underarter finns listade i Catalogue of Life.